# صافي دخل الفوائد
صافي دخل الفوائد هو الفرق بين دخل الفوائد الذي يحصل عليه البنك من أنشطة الإقراض ومدفوعات الفائدة التي يدفعها البنك للمودعين. أي طرح الفوائد المكتسبة من الفوائد المدفوعة. وتشتمل الأصول عادةً بالنسبة للبنوك على القروض التجارية والشخصية والرهون العقارية وقروض البناء والأوراق المالية الاستثمارية. تتكون المطلوبات بشكل أساسي من ودائع العملاء.
اعتمادًا على الأصول والخصوم المحددة للبنك (على سبيل المثال، السعر الثابت أو العائم)، قد تكون مؤسسة التأمين الوطني أكثر أو أقل حساسية للتغيرات في أسعار الفائدة. إذا أعيد تسعير التزامات البنك بشكل أسرع من أصوله، فيُقال إنها «حساسة للمسؤولية». علاوة على ذلك، يكون البنك حساسًا للأصول إذا تمت إعادة تسعير التزاماته بشكل أبطأ من أصوله في بيئة أسعار الفائدة المتغيرة. يمكن قياس تعرض مؤسسة التأمين الوطني للتغيرات في أسعار الفائدة من خلال فجوة الاستحقاق بالدولار، وهي الفرق بين المبلغ بالدولار للأصول التي يعاد تسعيرها والمبلغ بالدولار للخصوم التي تتم إعادة تسعيرها خلال فترة زمنية معينة.